# Double Fantasy
Double Fantasy este albumul cu care John Lennon și Yoko Ono au revenit pe piața muzicală în 1980. Albumul a fost lansat prin nou fondata casă de discuri Geffen Records. Este ultimul material autorizat al lui Lennon, lansat cu numai trei săptămâni înainte ca acesta să fie asasinat. Discul a câștigat premiul Albumul Anului la Premiile Grammy din 1981.

## Tracklist
1. "(Just Like) Starting Over" (John Lennon) (3:56)
2. "Kiss Kiss Kiss" (Yoko Ono) (2:41)
3. "Cleanup Time" (John Lennon) (2:58)
4. "Give Me Something" (Ono) (1:35)
5. "I'm Losing You" (John Lennon) (3:57)
6. "I'm Moving On" (Ono) (2:20)
7. "Beautiful Boy (Darling Boy)" (John Lennon) (4:02)
8. "Watching The Wheels" (John Lennon) (3:35)
9. "Yes I'm Your Angel" (Ono) (3:08)
10. "Woman" (John Lennon) (3:32)
11. "Beautiful Boys" (Ono) (2:55)
12. "Dear Yoko" (John Lennon) (2:34)
13. "Every Man Has a Woman Who Loves Him" (Ono) (4:02)
14. "Hard Times Are Over" (Ono) (3:02)

## Single-uri
- "(Just Like) Starting Over" (1980)
- "Woman" (1981)
- "Walking on Thin Ice" (1981)
- "Watching The Wheels" (1981)